# Maurice Roy
Maurice Roy, CC, OBE (Quebec, 25 januari 1905 - aldaar, 24 oktober 1985) was een Canadees geestelijke en een kardinaal van de Rooms-Katholieke Kerk.
Roy studeerde filosofie en katholieke theologie in Quebec, Parijs en Rome. Hij werd op 12 juni 1927 tot priester gewijd door bisschop Joseph-Simon-Herman Brunault van Nicolet. Na het voltooien van een vervolgstudie werd hij in 1930 docent aan het seminarie van Laval. Gedurende de Tweede Wereldoorlog was hij hoofdkapelaan van de Canadese strijdkrachten.
Op 22 februari 1946 werd Roy door paus Pius XII benoemd tot bisschop van Trois-Rivières; zijn bisschopswijding vond plaats op 1 mei 1946. Op 8 juni 1946 werd hij ook benoemd tot bisschop van het Canadese militair ordinariaat. Op 2 juni 1947 werd Roy aartsbisschop van Quebec en in 1956 verleende de paus hem de titel Primaat van Canada. Hij nam deel aan Vaticanum II.
Roy werd tijdens het consistorie van 22 februari 1965 kardinaal gecreëerd, met de rang van kardinaal-priester. Zijn titelkerk werd de Nostra Signora del Santissimo Sacramento e Santi Martiri Canadesi. Hij nam deel aan de conclaven van augustus 1978 en oktober 1978.
In 1967 werd Roy aangesteld als voorzitter van de Pauselijke Raad voor Gerechtigheid en Vrede en de Pauselijke Raad voor de Leken. In 1973 kwam daar het voorzitterschap van de Pauselijke Raad voor het Gezin nog bij. Op 16 december 1976 legde hij het voorzitterschap van de drie Pauselijke Raden neer. In 1981 aanvaardde paus Johannes Paulus II zijn ontslag als aartsbisschop van Quebec en in 1982 het ontslag als militair bisschop.
Op 25 januari 1985 verloor Roy - in verband met het bereiken van de 80-jarige leeftijd - het recht om deel te nemen aan een toekomstig conclaaf.
Maurice Roy overleed op 24 oktober 1985; hij werd bijgezet in de kathedraal Notre-Dame de Québec.
- Bibliothèque nationale de France: cb11989604q (data)
- Gemeinsame Normdatei: 134107411
- International Standard Name Identifier: 0000 0001 1452 3054
- Library of Congress Control Number: n86842495
- Nationale Bibliotheek van Tsjechië: pna20231205221
- Nederlandse Thesaurus van Auteursnamen: 074446339
- Système universitaire de documentation: 02796616X
- Virtual International Authority File: 94520015
- WorldCat: E39PBJvmJWW3PHbBRmGmvCt9Xd